# Hypocrea
Hypocrea Fr. (drobnokropka) – rodzaj grzybów z klasy Sordariomycetes.
Według aktualizowanej klasyfikacji CABI databases i Index Fungorum w 2022 r. Hypocrea Fr. to synonim rodzaju Trichoderma.

## Systematyka i nazewnictwo
Pozycja w klasyfikacji według Index Fungorum: Hypocreaceae, Hypocreales, Hypocreomycetidae, Sordariomycetes, Pezizomycotina, Ascomycota, Fungi.
Synonimy: Chromocrea Seaver, Creopus Link, Debarya Schulzer.
Gatunki występujące w Polsce:
- Hypocrea atrata P. Karst. 1873[3]
- Hypocrea chionea Ellis & Everh. 1892[3]
- Hypocrea cupularis (Rabenh.) Fr. 1849[4]
- Hypocrea gelatinosa (Tode) Fr. 1849[5] – drobnokropka zieleniejąca
- Hypocrea moravica Petr. 1940[4]
- Hypocrea pachybasioides Yoshim. Doi 1972[4]

Nazwy naukowe na podstawie Index Fungorum.